# Karen Marie Moning

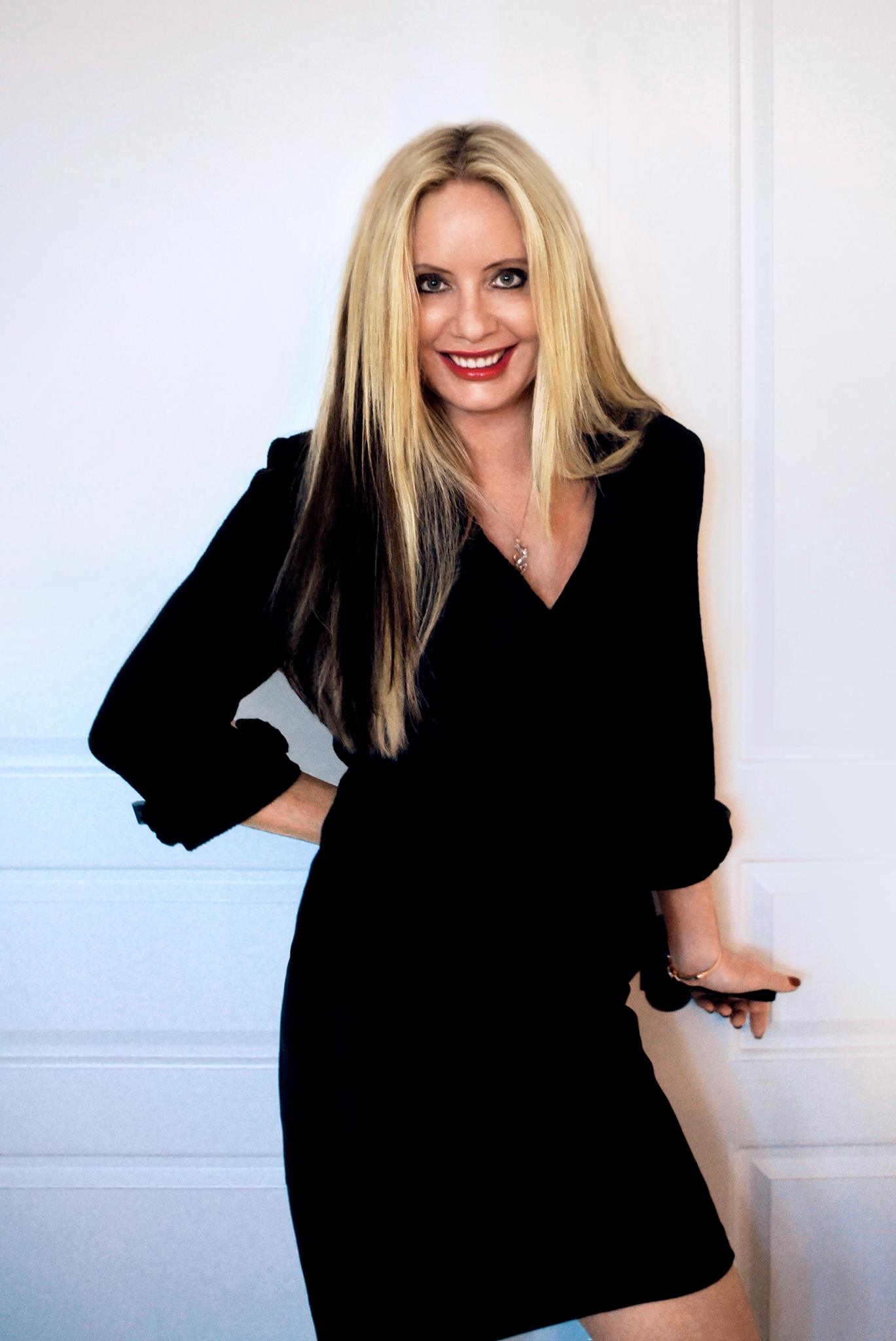
Karen Marie Moning

Karen Marie Moning (* 1. November 1964 in Cincinnati, Ohio) ist eine amerikanische Autorin der Urban Fantasy. Sie lebt in den Blue Ridge Mountains in North Carolina.

## Leben
Moning wurde als eines von fünf Kindern in Cincinnati geboren. Ihr Studium an der Purdue University schloss sie mit einem Bachelor of Arts (BA) in Gesellschaft und Recht ab. Nach zehn Jahren Arbeit für Versicherungen und Schiedsgerichtsbarkeit gab sie diese Tätigkeit auf, um ihre Karriere als Schriftstellerin zu verfolgen. Ihre Werke (unter anderem Beyond the Highland Mist (dt. Zauber der Begierde)) wurden mehrfach für den RITA Award, den Preis der Romance Writers of America, nominiert. Mit The Highlander's Touch gewann sie 2001 den RITA Award in der Kategorie Paranormal Romance. Ihre Highlander-Serie erschien auf den Bestsellerlisten der New York Times, USA Today und Publishers Weekly.

## Werke

### Highlander
- Beyond the Highland Mist, Dell 1999, ISBN 0-440-23480-8
  - Zauber der Begierde, Ullstein 2000, Übersetzer Thomas Mück, ISBN 3-548-24890-X
  - Das Geheimnis der Highlands, Ullstein 2012, ISBN 978-3-548-28450-7 (Neuauflage)
- To Tame a Highland Warrior, Dell 1999, ISBN 0-440-23481-6
  - Das Herz eines Highlanders, Ullstein 2001, Übersetzer Thomas Mück, ISBN 3-548-25191-9
- The Highlander’s Touch, Dell 2000, ISBN 0-440-23652-5
  - Küss mich, Highlander!, Ullstein 2002, Übersetzerin Karin König, ISBN 3-548-25396-2
- Kiss of the Highlander, Dell 2001, ISBN 0-440-23655-X
  - Die Liebe des Highlanders, Ullstein 2003, Übersetzerin Ursula Walther, ISBN 3-548-25685-6
- The Dark Highlander, Dell 2002, ISBN 0-440-23755-6
  - Der dunkle Highlander, Ullstein 2004, Übersetzerin Ursula Walther, ISBN 3-548-25844-1
- The Immortal Highlander, Delacorte Press 2004, ISBN 0-385-33825-2
  - Der unsterbliche Highlander, Ullstein 2005, Übersetzerin Ursula Walther, ISBN 3-548-26188-4
- Spell of the Highlander, Delacorte Press 2005, ISBN 0-440-33558-2
  - Im Zauber des Highlanders, Ullstein 2006, Übersetzerin Ursula Walther, ISBN 3-548-26600-2
- Into The Dreaming, Jove Books 2006, ISBN 0-515-14150-X (Novelle)

### Fever (Fever Universe)

#### Fever / MacKayla Lane
Alle übersetzt von Ursula Walther.
- Darkfever, Delacorte Press 2006, ISBN 0-385-33915-1
  - Im Bann des Vampirs, Ullstein 2007, ISBN 978-3-548-26601-5
- Bloodfever, Delacorte Press 2007, ISBN 978-0-440-33722-5
  - Im Reich des Vampirs, Ullstein 2008, ISBN 978-3-548-26602-2
- Faefever, Delacorte Press 2008, ISBN 978-0-385-34163-9
  - Im Schatten dunkler Mächte, Ullstein 2010, ISBN 978-3-548-28083-7
- Dreamfever, Delacorte Press 2009, ISBN 978-0-385-34165-3
  - Gefangene der Dunkelheit, Ullstein 2010, ISBN 978-3-548-28084-4
- Shadowfever, Delacorte Press 2011, ISBN 978-0-385-34167-7
  - Shadowfever, Ullstein 2012, ISBN 978-3-548-28085-1

#### Dani O’Malley / Fever World
- Iced, Delacorte Press 2011, ISBN 978-0-385-34440-1
- Burned, Delacorte Press 2015, ISBN 978-0-385-34441-8
- Feverborn, Delacorte Press 2016, ISBN 978-0-385-34442-5
- Feversong, Delacorte Press 2017, ISBN 978-0-425-28435-3
- High Voltage, Delacorte Press 2018, ISBN 978-0-399-59366-6

In Iced spielt Dani O’Malley die Hauptrolle. In Burned bis Feversong wiederum wieder MacKayla Lane. Macs und Barrons’ Story endet mit Feversong. Ab High Voltage werden wieder Dani und Ryodan die Hauptrollen einnehmen.

### Fever Moon (2012)
Fever Moon ist eine Original-Erzählung von Karen Marie Moning (spielend in der Zeit von Shadowfever), die von David Lawrence als Comic adaptiert wurde und von Al Rio illustriert wurde. In diesem Spin-off der Fever-Serie arbeiten Mac und Barrons zusammen gegen den Fear Dorcha. Als klar wird, dass der Fear Dorcha es auf Mac und ihre Nahestehenden abgesehen hat, sind Barrons und ihr Speer ihre einzige Rettung.